# Janusz Bogusławski
Janusz Wojciech Bogusławski (ur. 27 lutego 1925 w Łodzi, zm. 27 kwietnia 2024 w Bielsku-Białej) – polski naukowiec, doktor nauk technicznych. Odznaczony Złotym Krzyżem Zasługi, Złotą Odznaką NOT i SWP, Honorową Odznaką Miasta Łodzi i Woj. Bielskiego.
Syn Kazimierza Bogusławskiego (dyr. Banku Spół. w Łodzi) i Stanisławy z Prus-Cygańskich. Potomek w szóstym pokoleniu Andrzeja Ścibor-Bogusławskiego, wicepodkomorzego łęczyckiego i sieradzkiego. Urodził się 27.02.1925 roku w Łodzi. Studiował na Politechnice Łódzkiej (Wydział Włókienniczy). W 1952 roku otrzymał stopień magistra nauk technicznych. W 1966 roku pełnił funkcję przewodniczącego Rady Zakładowej Instytutu Włókiennictwa w Łodzi a rok później został powołany na stanowisko wicedyrektora Instytutu Włókiennictwa w Łodzi. W 1969 roku uzyskał stopień doktora nauk technicznych. W 1973 roku został Dyrektorem Centralnego Laboratorium Przemysłu Wełnianego w Łodzi. Rok później przewodniczył Oddziałowi Łódzkiego Stowarzyszenia Włókienników Polskich. Był wicedyrektorem Instytutu Włókienniczego Politechniki Łódzkiej, filii w Bielsku-Białej oraz prodziekanem Wydziału Włókienniczego. W 1977 roku był członkiem Rady Normalizacyjnej przy Polskim Komitecie Normalizacyjnym. Jest autorem 45-ciu artykułów i referatów opublikowanych w czasopismach krajowych i 56-ciu prac naukowo-badawczych wykonanych na rzecz przemysłu. Jest współautorem skryptu dla szkół wyższych: Budowa maszyn włókienniczych – Wybrane zagadnienia eksploatacji i książki: Eksploatacja maszyn włókienniczych – Wybrane zagadnienia. Jest rzeczoznawcą SWP, ekspertem PN-TTE i biegłym sądowym z zakresu eksploatacji maszyn. Otrzymał Nagrodę Ministra Nauki i Szkolnictwa.
Janusz Bogusławski był mężem Kornelii Woltyńskiej, córki Ireny z Rogala-Siecińskich i Mariana Woltyńskiego. Ma córkę Nel Annę Trytek oraz syna Rafała Mariana.